# Hemigomphus atratus
Hemigomphus atratus är en trollsländeart som beskrevs av Watson 1991. Hemigomphus atratus ingår i släktet Hemigomphus och familjen flodtrollsländor. Inga underarter finns listade i Catalogue of Life.